# كأس الدوري البرتغالي 2014–15
كأس الدوري البرتغالي 2014–15 (بالبرتغالية: Taça da Liga de 2014–15‏) هو الموسم 8 من كأس الدوري البرتغالي. أقيم خلال الفترة 26 يوليو 2014 وحتى 29 مايو 2015، وأشرف على تنظيمه Liga Portuguesa de Futebol Profissional ‏، وكان عدد الأندية المشاركة فيه 36، وفاز فيه .